# وندل كلارك
وندل كلارك هو لاعب هوكي الجليد كندي، ولد في 25 أكتوبر 1966 في Kelvington, Saskatchewan ‏ في كندا.

## وصلات خارجية
- وندل كلارك على موقع دوري الهوكي الوطني (الإنجليزية)
- وندل كلارك على موقع قاعة مشاهير الهوكي (لاعب أن.إتش.أل) (الإنجليزية)
- وندل كلارك على موقع EliteProspects.com (الإنجليزية)
- وندل كلارك على موقع HockeyDB.com (الإنجليزية)
- وندل كلارك على موقع Hockey-Reference.com (الإنجليزية)
- وندل كلارك على موقع قاعة أونتاريو للمشاهير الرياضية (مؤرشف) (الإنجليزية)